# Saint-Victor-de-Buthon
Saint-Victor-de-Buthon é uma comuna francesa na região administrativa do Centro, no departamento Eure-et-Loir. Estende-se por uma área de 28,38 km². Em 2010 a comuna tinha 518 habitantes (densidade: 18,3 hab./km²).